# Вербейник кистецветный
Вербе́йник кистецве́тный, или Кизля́к кистецветный (лат. Lysimáchia thyrsiflóra) — многолетнее травянистое растение; вид рода Вербейник (Lysimachia) семейства Первоцветные (Primulaceae). Встречается под устаревшими синонимичными названиями Наумбургия кистецветная, или Наумбу́ргия кистецветко́вая (лат. Naumburgia thyrsiflora).

## Ботаническое описание
Растение до 65 (100) см высотой.

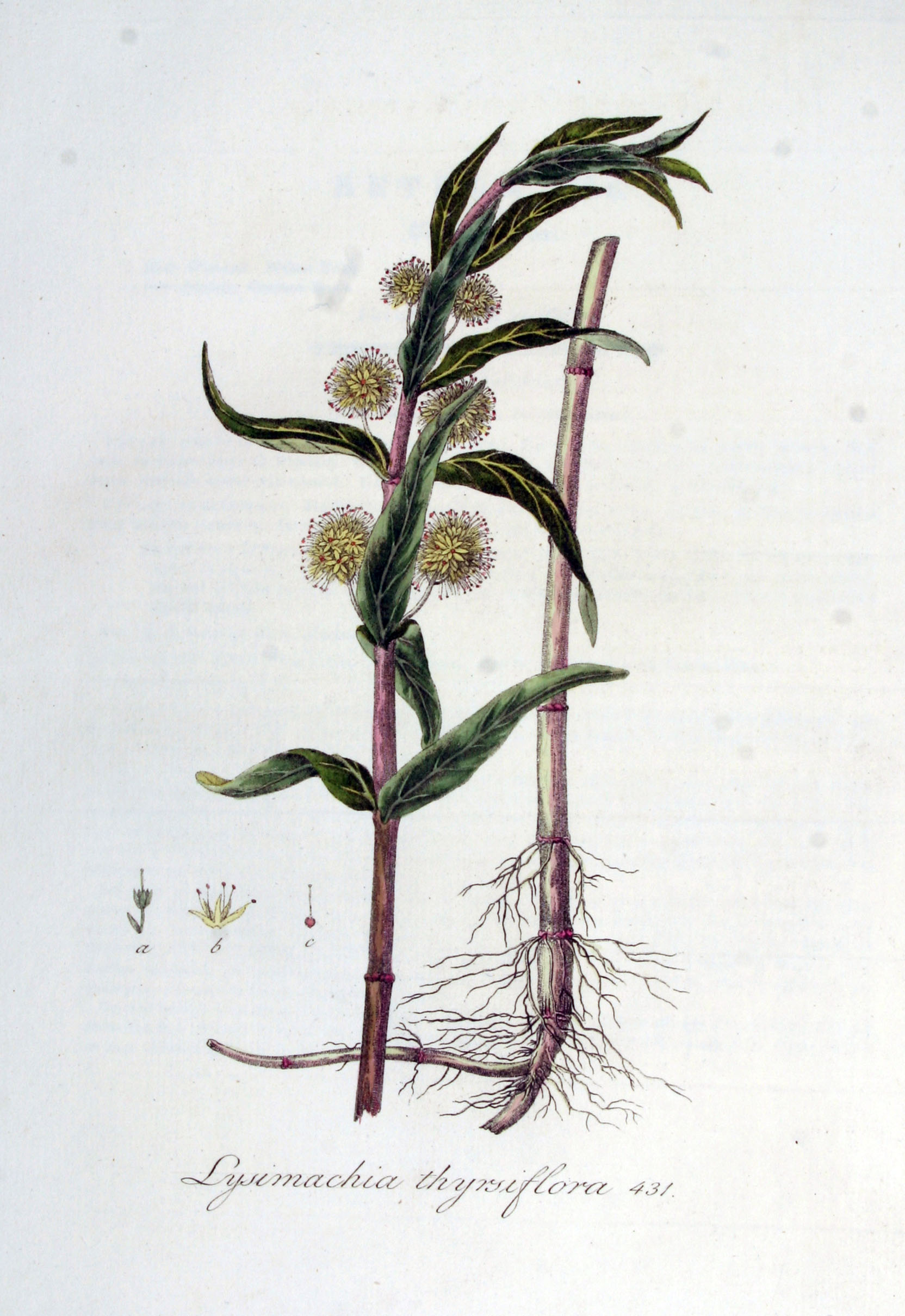

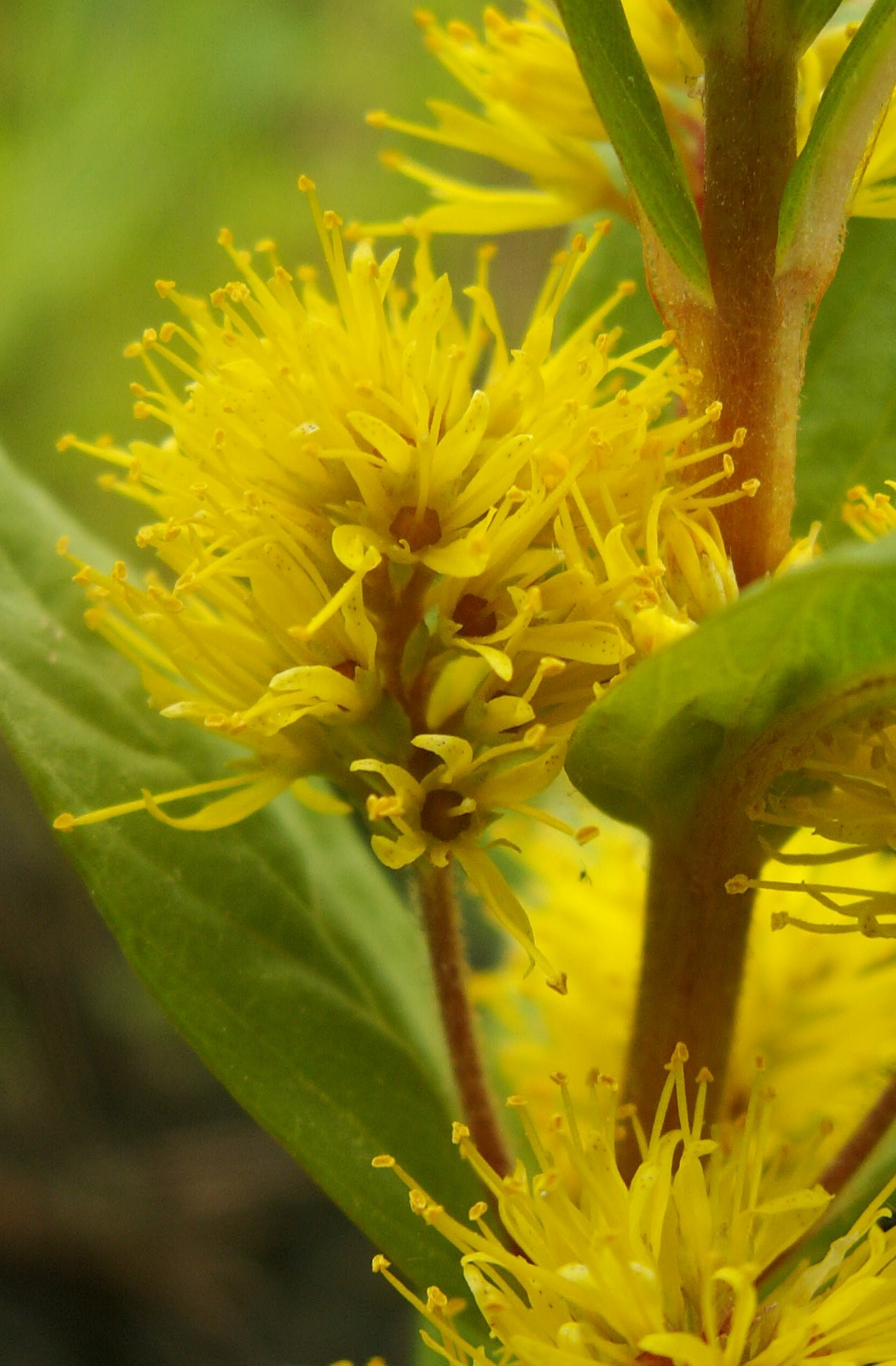
Цветки

Корневище толстое, разветвлённое, с мутовками корней и беловатыми столонами.
Стебли простые, в нижней части с буроватыми чешуевидными листьями, выше более или менее равномерно облиственные.
Листья 4—15 см длиной и 1—4 см шириной, перекрёстнопарные (редко — мутовчатые), сидячие или более или менее стеблеобъемлющие, ланцетные, острые, цельнокрайние (края листа завёрнутые), снизу от паутинисто-опушённых до почти голых, с точечными желёзками.
Соцветия — густые головчатые метёлки 1—4,5 см длиной, на длинных буро-мохнатых цветоносах в пазухах верхних листьев.
Цветки с двумя линейными прицветниками. Чашечка 2—3 мм длиной, колокольчатая, разделена почти до основания на пять — семь ланцетных острых долей. Венчик 3—6 мм длиной, жёлтый с красно-бурыми точками, воронковидный, 5—7-раздельный, в два — три раза длиннее чашечки, между долями — зубчики (стаминодии). Тычинок пять — шесть, нити их голые, превышают венчик или равны ему, прирастают к трубке венчика.
Коробочка 2—3,5 мм в диаметре, шаровидная, точечно-железистая.
Число хромосом: 2n = 40 и 40—42.

## Распространение и экология
Распространён в холодном и умеренном поясах Северного полушария: Восточная и Центральная Европа, Средняя Азия, Скандинавия, Монголия, Гималаи, Китай, практически вся территория США (32 штата из 50), кроме юга страны. В Канаде произрастает везде, кроме территории Нунавут.
На территории России известен практически повсюду (кроме сухих степей, полупустынь и Кавказа), в том числе в Сибири, на Дальнем Востоке, Камчатке и Курилах.
Растёт по топким берегам водоёмов, на болотах, по сырым лесам.

## Охранный статус

### В России
В России вид входит в Красные книги нескольких субъектов Российской Федерации: Волгоградской, Магаданской, Оренбургской и Ростовской областей, а также Чукотского автономного округа.
Растёт на территории многих (более 90) особо охраняемых природных территорий России.

### На Украине
Решением Луганского областного совета № 32/21 от 03.12.2009 г. входит в «Список регионально редких растений Луганской области».
Вид входит в Красную книгу Донецкой области.

## Значение и применение
Декоративное растение.

## Классификация

### Таксономия
Lysimachia thyrsiflora L., 1753, Sp. Pl. : 147
Вид Вербейник кистецветный относится к роду Вербейник (Lysimachia) семейства Первоцветные (Primulaceae) порядка Верескоцветные (Ericales) последовательно входящего в клады Астериды → Суперастериды → Эвдикоты → Цветковые растения. Таксономическая схема в соответствии с Системой APG IV по состоянию на декабрь 2023 года:
|  |                          |  |                                   |                                   |                        |  | еще 21 семейство | еще 21 семейство |                            |  |  |  | еще 255 подтвержденных видов и 66 видов в статусе "неподтвержденных" |
|  |                          |  |                                   |                                   |                        |  | еще 21 семейство | еще 21 семейство |                            |  |  |  | еще 255 подтвержденных видов и 66 видов в статусе "неподтвержденных" |
|  |                          |  |                                   | порядок Верескоцветные            |                        |  |                  |                  | род Вербейник              |  |  |  |                                                                      |
|  |                          |  |                                   | порядок Верескоцветные            |                        |  |                  |                  | род Вербейник              |  |  |  |                                                                      |
|  | клада Цветковые растения |  |                                   |                                   | семейство Первоцветные |  |                  |                  | вид Вербейник кистецветный |  |  |  |                                                                      |
|  | клада Цветковые растения |  |                                   |                                   | семейство Первоцветные |  |                  |                  |                            |  |  |  |                                                                      |
|  |                          |  | ещё 63 порядка цветковых растений | ещё 63 порядка цветковых растений |                        |  |                  | еще 57 родов     | еще 57 родов               |  |  |  |                                                                      |
|  |                          |  |                                   | ещё 63 порядка цветковых растений |                        |  |                  |                  | еще 57 родов               |  |  |  |                                                                      |

### Синонимы
- Naumburgia thyrsiflora (L.) Rchb.
- Lysimachia capitata Pursh
- Lysimachia capitellata Raf.
- Lysimachia kamtschatica Gand.
- Lysimachia subcapitata Raf.
- Lysimachia thyrsantha St.-Lag.
- Lysimachusa thyrsiflora Pohl
- Naumburgia guttata Moench
- Naumburgia thyrsiflora (L.) Rchb.
- Nummularia thyrsiflora (L.) Kuntze
- Thyrsanthus palustris Schrank